# Pachyschelus brevis
Pachyschelus brevis es una especie de escarabajo joya del género Pachyschelus, familia Buprestidae. Fue descrita científicamente por Kirsch en 1873.